# Vol. 2 – Winter- & Weihnachtslieder
Vol. 2 – Winter- & Weihnachtslieder ist das zweite Album der deutschen Schlagerband Schlagerkids. Es erschien am 26. November 2021, neun Monate nach dem ersten Album Vol. 1.

## Titelliste
| Nr.          | Titel                                  | Original                                                  | Länge |
| ------------ | -------------------------------------- | --------------------------------------------------------- | ----- |
| 1.           | Es schneit                             | Rolf Zuckowski                                            | 2:22  |
| 2.           | Frosty, der Schneemann                 | Gene Autry & Cass County Boys                             | 2:05  |
| 3.           | Jingle Bells, Schlittenfahrt im Schnee | James Lord Pierpont                                       | 3:07  |
| 4.           | In der Weihnachtsbäckerei              | Rolf Zuckowski                                            | 2:53  |
| 5.           | Leise rieselt der Schnee               | Eduard Ebel                                               | 2:11  |
| 6.           | Kling Glöckchen                        |                                                           | 2:36  |
| 7.           | Wir wollen Schnee                      | erste Eigenkomposition der Schlagerkids                   | 2:58  |
| 8.           | Schneeflöckchen, Weißröckchen          | Hedwig Haberkern                                          | 1:33  |
| 9.           | O du fröhliche – Alle Jahre wieder     | Johannes Daniel Falk & Heinrich Holzschuher – Wilhelm Hey | 2:37  |
| 10.          | Morgen Kinder wird’s was geben         |                                                           | 2:33  |
| 11.          | Lass jetzt los                         | Kristen Anderson-Lopez & Robert Lopez                     | 3:49  |
| 12.          | Stille Nacht                           | Franz Xaver Gruber & Joseph Mohr                          | 3:42  |
| Gesamtlänge: | Gesamtlänge:                           | Gesamtlänge:                                              | 32:26 |

## Singles
Am 7. November erschien der erste Song Frosty, der Schneemann, ein Cover des amerikanischen Weihnachtsliedes Frosty the Snowman von Gene Autry und den Cass County Boys. Mit Leise rieselt der Schnee von Eduard Ebel am 13. November und In der Weihnachtsbäckerei von Rolf Zuckowski am 19. November erschienen zwei weitere Neuinterpretationen.